# Агій Франц
Франц Агій (нар. 1899, с. Веряця, Виноградівський район — пом. після 1937) — освітній діяч на Закарпатті, автор першої української фонетичної граматики «Жива мова» і статей на педагогічні теми.

## Публікації
- Агій Ф. Педагогична методологія / Франц Агій // Учитель. — 1926. — Ч. 7–10. — С. 165—169.
- Агій Ф. Потреба новой школи / Франц Агій // Учитель. — 1927. — Ч. 6–7.–С. 15–16.
- Агій Ф. Потреба новой школи / Франц Агій // Учитель. — 1931. — Ч. 4. — С. 77–108.
- Агій Ф. Самоуправа учеников в практиці / Франц Агій // Учитель. — 1925. — Ч. 7. — С. 146—151.
- Агій Ф. Уявний образ учебного року и єго наслідки / Франц Агій // Учитель. — 1927. — Ч. 2. — С. 71–74.
- Агій Ф. Хлопячі ручні роботи, як самостойный учебный предмет в народних школах / Франц Агій // Учитель. — 1931. — Ч. 9. — С. 194—196.
- Агій Ф. Хлопячі ручні роботи, як самостойный учебный предмет в народних школах / Франц Агій // Учитель. — 1931. — Ч. 10. — С. 245—247.
- Агій Ф. Хлопячі ручні роботы, як самостойный учебный предмет в народних школах / Франц Агій // Учитель. — 1931. — Ч. 7–8. — С. 139—142.
- Агій Ф. Школа й соціяльне положення населення // Наша школа: педагогічний часопис — 1937. — червень. — Ч. 6. — С. 5–7.